# Les jocondes
Les jocondes è un film del 1982 diretto da Jean-Daniel Pillault.

## Riconoscimenti
- Menzione speciale 1982 al Festival del cinema di Locarno